# 維爾巴赫河
50°10′3″N 9°25′3″E / 50.16750°N 9.41750°E

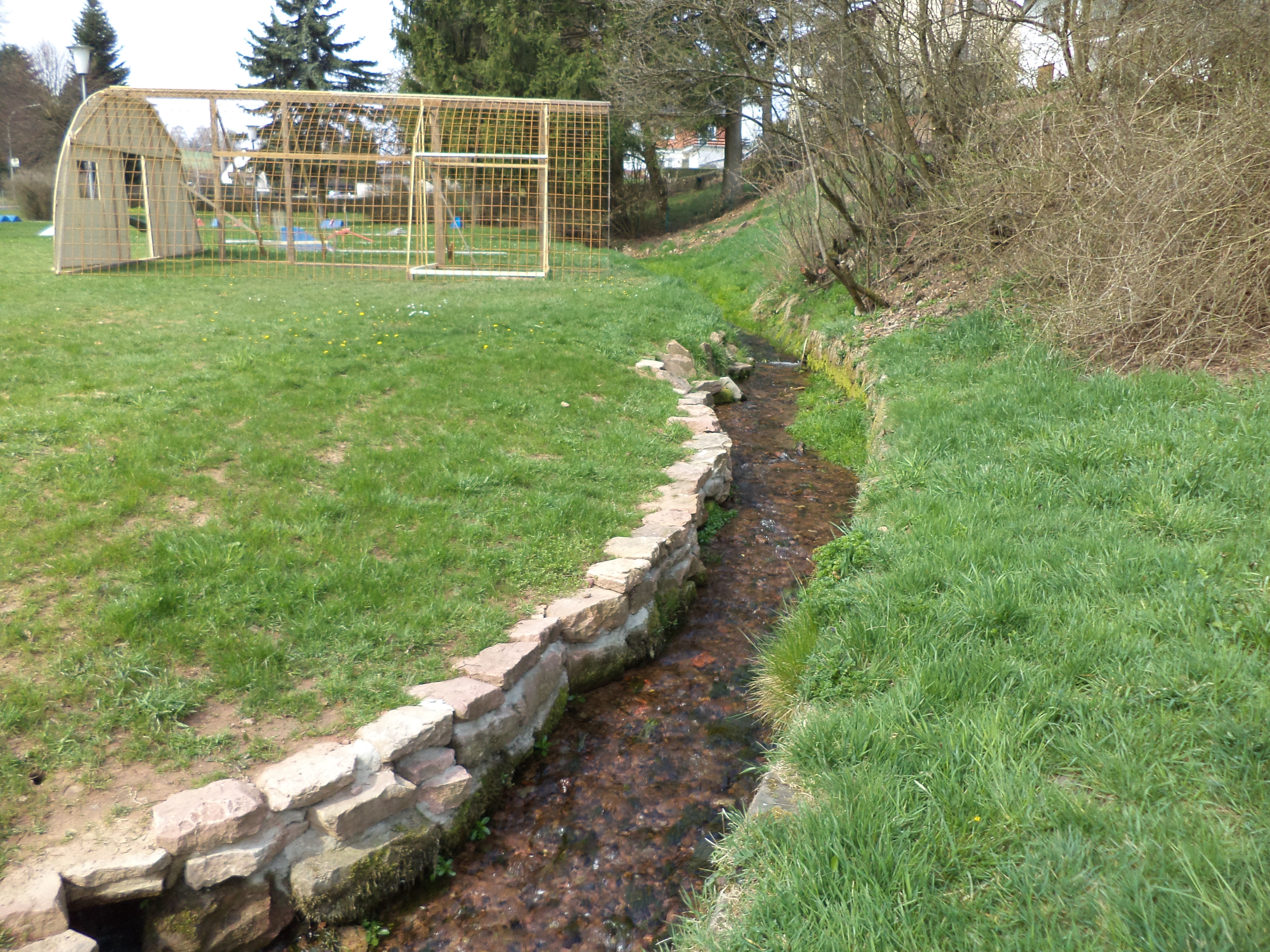

維爾巴赫河（德語：Villbach），是德國的河流，位於該國中部，由黑森州負責管轄，屬於約薩河的右支流，河道全長2.1公里，流域面積5.4平方公里，流經美因-金齊希縣。